# Borek Nedorost
Borek Nedorost (* 1. ledna 1962) je český klávesista. V první polovině 80. let hrál v brněnské hard rockové skupině Dogma Art, ze které odešel v roce 1987. Již od jara 1986 totiž působil i v nové kapele Taxi založené kytaristou Milošem Makovským. S Taxi hrál až do roku 1991, kdy se skupina rozpadla. Stihla však nahrát jedno album, které ale bylo vydáno až v roce 2008. V letech 1992 až 1994 hrál Nedorost ve folk rockové Bokomaře (dvě alba).
Od roku 1992 působil Borek Nedorost také v obnovené skupině Progres 2 se kterou vystupoval až do roku 2007, kdy jej nahradil Roman Dragoun. Současným Nedorostovým působištěm je kapela doprovázející zpěváka Petra Bendeho, kde hraje od roku 2003. Kromě toho také působil např. v Deep Purple Revival a Robbie Williams Revival, v letech 1994–2005 spolupracoval s Městským divadlem Brno, hrál také s Tomem Jegrem a v letech 2001–2005 ve Folk Teamu.
V roce 2008 hostoval Borek Nedorost na dvou koncertech ke 40. výročí založení skupiny The Progress Organization (z níž se vyvinuli Progres 2) a na koncertě Dogmy Art s původní sestavou (poprvé po 23 letech). V témže roce hrál rovněž na koncertech krátce obnoveného Taxi.
Od roku 2011 je členem Naší nové kapely Vlasty Redla.

## Diskografie
- 1992 – Bokomara: Okno do ulice (album)
- 1993 – Slávek Janoušek: Odkud jdeš a kam? (album)
- 1994 – Bokomara: Muž za rohem (album)
- 2004 – Folk Team: 30. výročí (živé album)
- 2005 – Petr Bende: pb (album)
- 2006 – Petr Bende: Život ve vteřinách.cz (album)
- 2008 – S Taxi: Taxi incl. Miloš Makovský (album)
- 2008 – S Progres 2: Progres Story 1968–2008 (živé album z roku 2008)
- 2008 – S Progres 2: Progres Story 1968–2008 (živé DVD z roku 2008)
- 2010 – Petr Bende: Vánoční koncert v Janáčkově divadle (živé DVD)
- 2011 – Petr Bende: Trojka (album)
- 2012 – Vlasta Redl: Koncert, který se nekonal (živé album)
- 2014 – Petr Bende: Vysočina Fest (živé DVD)
- 2014 – Petr Bende: Kateřinská jeskyně (živé DVD)